# Râul Valea Mare, Măgura
Râul Valea Mare este un curs de apă afluent al râului Măgura. 

## Hărți
- Harta județului Maramureș
- Harta muntii Gutâi  Arhivat în 4 martie 2016, la Wayback Machine.